# کینگزلی بوگارین
کینگزلی بوگارین (به انگلیسی: Kingsley Bugarin) (زادهٔ ۳ اوت ۱۹۶۸) شناگر اهل استرالیا است.